# Fábrica de harinas Rubio
La Fábrica de harinas Rubio es una instalación industrial ubicada en Zamora. Cercana a la estación de Zamora es un diseño del arquitecto español Gregorio Pérez-Arribas que data del año 1919. El nombre de la fábrica se debe a la familia Rubio, dinastía de harineros que en siglos anteriores trabaja en las aceñas ubicadas en el Duero. El conjunto de edificios tiene una planta en forma de U, con la fábrica de harina en el centro y los silos y almacenes a ambos lados. 

## Historia
A comienzos de siglo el auge de la economía debido a la demanda europea permitió crecimiento del comercio de algunas provincias españolas. Precisamente la provincia de Zamora tenía una producción cerealista relevante que permitía la elaboración y exportación de harinas. Cuando se ubica en el año 1919, por diseño del arquitecto Gregorio Pérez-Arribas. La fábrica es un ejemplo de arquitectura industrial de comienzos del siglo XX, con mezcla de ladrillo, piedra (aparejo toledano). Ubicado en los aledaños de la carretera de Villalpando (km2) muy cercano a la estación de Zamora.